# هاينريش هيملر
هاينريش هيملر (بالألمانية: Heinrich Himmler)؛ (7 أكتوبر 1900 - 23 مايو 1945) هو سياسي وعسكري نازي، كان قائد القوات الخاصة النازية، للمنظمة الشبه عسكرية شوتزشتافل، وعضو قيادي في حزب العمال القومي الاشتراكي الألماني (الحزب النازي). كان هيملر أحد أقوى الرجال في ألمانيا النازية وأحد كبار مهندسي الهولوكوست.
كان عضوًا في كتيبة احتياطية خلال الحرب العالمية الأولى، أي أنه لم يخدم بشكل فعلي أو يقاتل خلال الحرب. تخصص بدراسة الزراعة أثناء دراسته بالجامعة، وانضم إلى الحزب النازي عام 1923 وقوات الأمن الخاصة عام 1925. وفي عام 1929، عينه أدولف هتلر قائد قوات الأمن الخاصة (شوتزشتافل) عندما استقال إرهارد هايدن بنفس السنة عام 1929 بشهر يناير.

## النشأة

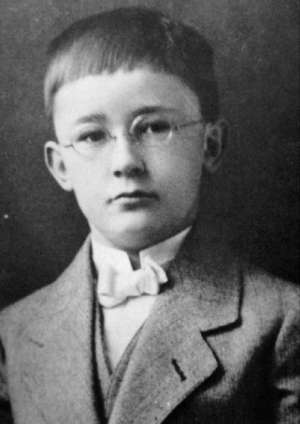
هملر طفلاً في 1907

وُلد هيملر في 7 أكتوبر 1900 بالقرب من مدينة ميونخ لعائلة متوسطة الدخل وكان أبوه مدير مدرسة. التحق هيملر بالفوج البافاري الحادي عشر ولم تسجّل له أحداث عسكرية تذكر.
وبعد الحرب العالمية الأولى، انضم لأحد الكتائب اليمينية المتطرفة وما أكثرها في ذاك الوقت والتي كانت ممتعضة أيما امتعاض من خسارة ألمانيا للحرب وقرروا الدفاع عن الحدود الألمانية من انتهاكات الجيش الأحمر والعمل على إجهاض أي تحركات شيوعية من داخل ألمانيا.
من عام 1919 إلى عام 1922 درس الزراعة في ميونيخ، وفي سنة 1923, شارك في بول بيير هول بوتش تحت قيادة ارنست روم وتزوج في عام 1928 ماركريت سيكروث، اشتغل هملر في مزرعة للدجاج ولكنه لم ينجح.
رزق هو وزوجته بابنتهما كدرن في عام 1929 وقد تبنت زوجته ابناً لكن هملر لم يبد اهتماما ثم انفصلا عام 1940 دون أن يطلقا.
و أصبح لهملر عشيقة هي هيدويك بودهاست وأنجبت منه ابن هيلج ولد 1942 ونانيت دوروثيا ولدت 1944.

## ترقيه في ال (SS)
انضم هيملر للحزب النازي المتطرف والتحق بال "SS" عام 1925 وأوكل إليه هتلر قيادة القوات الخاصة المعنية بحمايته الشخصية والتي كانت تضم 280 عضواً هم صفوة ال "SA" الأكبر حجماً. وبتعيينه قائداً للقوات الخاصة، طوّر هيملر القوات الخاصة بشكل جيّد حتى أصبحت من أفضل الميليشيات المدربة عسكرياً. وفي الوقت الذي كان يترواح عدد القوات الخاصة 280 عنصر في سنة 1929، وصل مجموع عناصر القوات الخاصة إلى 52,000 سنة 1933. وكان هيملر يقوم على فحص كل طلب التحاق في القوات الخاصة على حدة للتأكد من نقاء دم المتقدم للطلب حيث لم يرض هتلر بعناصر القوات الخاصة الغير منتمين للعرق الآري.
ولم تكن القوات الخاصة "SS" هي الأكبر في الجيش الألماني، فقد سبقها في الحجم والقوة الكتيبة الضاربة والمعروفة بـ "SA". ووُفق هيملر بالتعاون مع «هيرمان غورينغ»، الأب الروحي للجيستابو من إقناع هتلر من الخطر الذي يمثله تنامي قوة الـ "SA" وقائده آرنست روم واحتمال استعمال ال "SA" للإطاحة بهتلر ونظامه، خصوصاً أن روم كان يؤمن بأن الثورة الحقيقية لم تبدأ بعد، بالأضافة إلى مبادئه الاشتراكية اقتنع هتلر بخطر «روم»، قائد الـ "SA" ووافق على تصفيته جسدياً وهذا ما تم على يد هيملر وغورينغ. أصبحت الساحة شاغرة لهيملر وأصبح الرجل الأوحد فيما يتعلق بالأجهزة الأمنية للرايخ الثالث. بل وعظمت قوة هيملر عندما آل جهاز البوليس السري، الجيستابو تحت إمرته.
في 17 يونيو 1934 بدأت الشراكة بين غورنغ وهملر وهايريش، حيث نقل غورينغ سلطة الجستابو -الشرطة السرية البروسية- لهملر والذي سُمي كرئيس للبوليس في كل الولايات خارج بروسيا، وفي 22 أبريل 1934 عين هملر هايدريش كرئيس للجستابو، وفي 17 يونيو 1936 تم توحيد كافة تشكيلات الشرطة، كانت سيطرة هملر على الشرطة الرسمية جزئية حتى تعيينه كوزيراً للداخلية في عام 1943 حيث أصبحت سيطرته كاملة.
كان هملر يراقب معتقلات وبعد اندلاع الحرب العالمية الثانية أزدادت المعتقلات وبالذات بعد الانتقادات التي بدأت تظهر ضد النظام الحاكم في عام 1943 بعد كارثة ستالينغراد.

## هملر والهولوكوست
يعتبر هملر أباً للهولوكوست المحرقة، حيث بدأ عام 1933 بتأسيس المعتقلات وملاحقة اليهود والغجر والشيوعيين وأي عرق غير العرق الآري (عرق شمال أوروبا)، وبعد غزو بولندا قام بتأسيس معتقلات الإبادة وكانت خبرته في مزارع الدجاج وكيفية التعامل معها مساعداً له في كيفية التعامل مع المعتقليين.

## الحرب العالمية الثانية
قبيل غزو الاتحاد السوفيتي قام هملر بالتحضير وحشد تطوعاً أو تجنيداً اُناس من كافة أنحاء أوروبا ممن لهم قرابة من الألمان كالدنماركيين والنرويجيين والسويديين والهولنديين، وأثناء أجتياح أستونيا وليتوانيا ولاتفيا وأوكرانيا قام بتجنيد متطوعيين من غير الأريين لحملة ضد البلاشفة الملحديين.
في عام 1942 وبعد اغتيال مساعده الأيمن رينهارد هايدريش على يد اثنين من القوات الخاصة البلجكية وبمساعدة من البريطانيين والثوار في تشيكوسلوفاكيا، قام بمجزرة وحشية لكافة السكان وحتى النساء والأطفال في ليديس.

## خطاب هيملر السري
في 4 تشرين الأول 1943، صرح هيملر إلى إبادة الشعب اليهودي خلال اجتماع سري ل إس إس في مدينة بوزنان (بوزن). وفيما يلي ترجمة للخطاب من التسجيل الصوتي:
وأود أيضا أن أشير هنا بكل صراحة إلى مسألة صعبة جدا. يمكننا الآن التحدث مع بعضنا بشكل علني جدا والحديث عن هذا فيما بيننا، ومع ذلك نحن لن نناقش هذا علنا للآخرين. تماما كما كنا في البداية إذ لم نتردد في 30 يونيو 1934 في أداء واجبنا كما أمرنا، ووضع الرفاق الذين فشلوا في مواجهة الجدار وتنفيذها ليتم بعدها التخلص منهم، ونحن أيضا لم نتحدث عن ذلك، ولن نتكلم أبدا حول هذا الموضوع. دعونا نشكر الله ان كان في داخلنا ما يكفي من الثبات لعدم مناقشته فيما بيننا، ونحن لا نتحدث عن ذلك. لقد فجع كل واحد منا، وبعدها فهمنا بوضوح أننا لن نفعل ذلك في المرة القادمة، عندما يعطى النظام وعندما يصبح ذلك ضروريا. وأنا أشير الآن إلى إجلاء اليهود، ولإبادة الشعب اليهودي. هذا هو الشيء الذي يقال بسهولة: «سيتم إبادة الشعب اليهودي»، ويقول كل عضو في الحزب، «هذا واضح جدا، هو في برنامجنا - القضاء على اليهود، والإبادة، وهذه مسألة صغيرة.». يقولون أن البعض الآخر جميعهم خنازير، ولكن هذا واحد بعينه هو يهودي، إلا أنه لم يلاحظ. يعرف معظمكم هنا ما يعنيه عندما تكون 100 جثة تقع بجوار بعضها البعض، وعندما يكون هناك 500 أو عند وجود 1000. لأننا نعلم مدى صعوبته بالنسبة لنا إذا كان لا يزال اليهود والمخربين سرا، محرضين والرعاع في كل مدينة، مع التفجيرات، مع العبء والمصاعب المترتبة على الحرب. إذا كان اليهود لا يزال جزء من الأمة الألمانية، فإننا على الأرجح سنكون الآن في دولة في عام 1916 و 17....
هاينريش هيملر، 4 أكتوبر.

## وزيرا للداخلية
في عام 1943 أصبح هملر وزيراً للداخلية وقام بدمج الداخلية بال "SS". وفي أواخر عام 1944 أصبح هملر قائداً لجيش جديد هو جيش أعالي الراين والذي نفذ عملية الرياح الشمالية في 1 يناير 1945 لرد الجيش الأمريكي السابع والفرنسي الأول في منطقة الساس، نجح جزئياً، لكن هملر نُقل شرقاً في 24 يناير جيش أعالي الراين اُخمد وانتهت العملية في 25 يناير.
ثم استلم جيش جديد هو جيش فيستولا لإيقاف تقدم السوفييت نحو برلين، واتخذ من قطاره مركزاً للعمليات وأطلق أوامره العقاب والموت لمن ينسى واجبه، في 13 مارس ترك القيادة، وحاول مفاوضة الحلفاء لكنه فشل وهو الخبر الذي أذاعته ال (BBC) وأثار غضب هتلر.
وبنهاية الحرب، حاول هيملر الهروب من قبضة الحلفاء متنكراً ولكن القوات البريطانية ألقت القبض عليه في مدينة «بريمين» الألمانية في 22 مايو 1945 وكان من المقرر إرساله إلى قاعة المحكمة في نوريمبرغ ليحاكم مع باقي أفراد الحزب النازي ولكنه تجرّع السم ومات.

## روابط خارجية
- هاينريش هيملر على موقع IMDb (الإنجليزية)
- هاينريش هيملر على موقع الموسوعة البريطانية (الإنجليزية)
- هاينريش هيملر على موقع مونزينجر (الألمانية)
- هاينريش هيملر على موقع ميوزك برينز (الإنجليزية)
- هاينريش هيملر على موقع أول موفي (الإنجليزية)
- هاينريش هيملر على موقع قاعدة بيانات الأفلام السويدية (السويدية)
- هاينريش هيملر على موقع إن إن دي بي (الإنجليزية)
- هاينريش هيملر على موقع ديسكوغز (الإنجليزية)
- هاينريش هيملر على موقع قاعدة بيانات الفيلم (الإنجليزية)
- هملر، هيترش - الموسوعة العربية الميسرة، 1965